# Kombinat Geodäsie und Kartographie

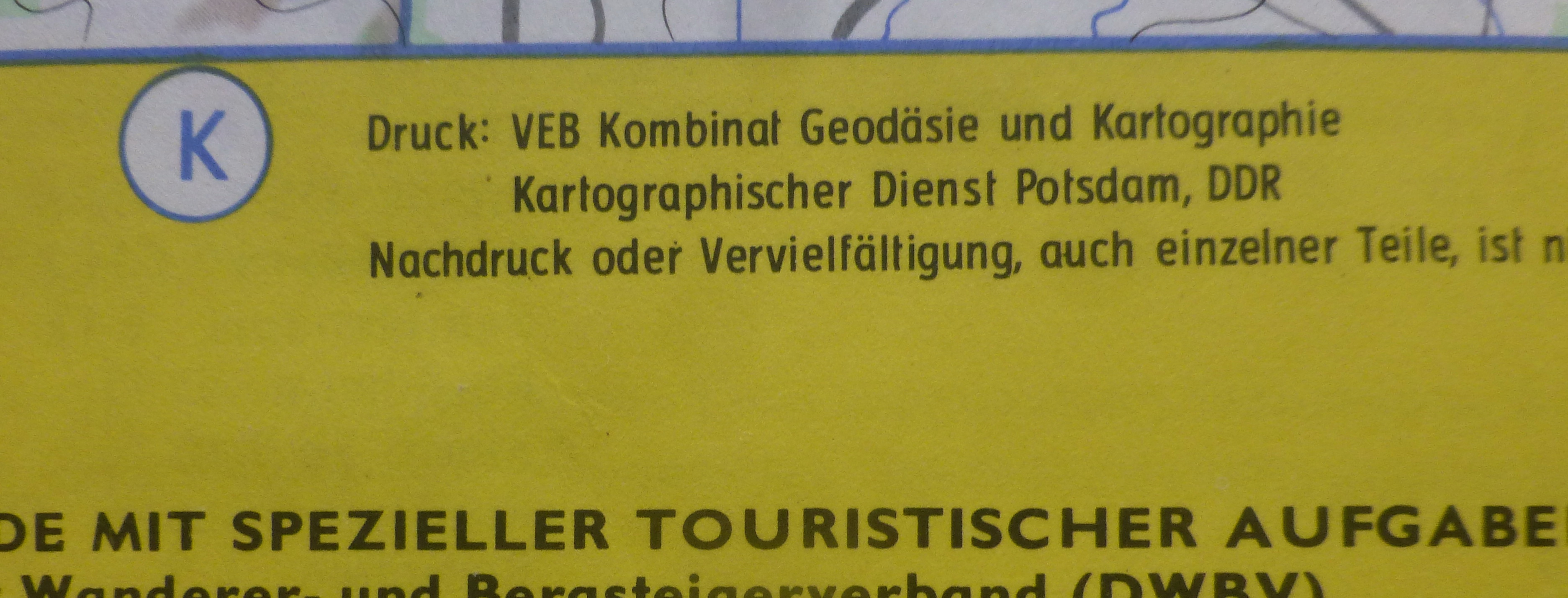
Touristikkarte der DDR. Gedruckt im VEB Kartographischer Dienst Potsdam.

Der VEB Kombinat Geodäsie und Kartographie Berlin wurde 1971 gegründet und war ein Kombinat in der Deutschen Demokratischen Republik.
Das Kombinat unterstand der Verwaltung Vermessungs- und Kartenwesen des Ministeriums des Innern (MdI). 

## Geschichte
Das Kombinat wurde 1971 geschaffen und bestand aus den zusammengeführten „VEB Ingenieurvermessungswesen [in] Rostock, Potsdam, Halle, Erfurt, Dresden, Leipzig und Groß-Berlin“ sowie verschiedenen VEB Topographischer Dienst. Die Aufgabe der fünf hiermit gegründeten VEB Geodäsie und Kartographie lag in der „Herstellung und Aktualisierung großmaßstäbiger Karten sowie [der] Bereitstellung ingenieurgeodätischer Erzeugnisse und Leistungen“. Thematische Karten wurden durch den Kombinatsbetrieb VEB Kartographischer Dienst Potsdam hergestellt. Während der Stammbetrieb in Berlin und der VEB Geodäsie und Kartographie Halle insbesondere ingenieurgeodätische Leistungen (für Industrie-, Verkehrs- und Wohnungsbau) erbrachten, betätigten sich die anderen drei Betriebe in Dresden, Erfurt und Schwerin zusätzlich auch in der Landesvermessung.
Im Zuge der Wende und der anschließenden Wiedervereinigung wurde das Kombinat 1990 aufgelöst und seine Betriebe wurden zu Staatsbetrieben umgewandelt. Diese wurden später Ausgangspunkt zur Gründung der Landesvermessungsämter der Länder.

## Zugehörige Betriebe und Zuständigkeitsbereiche
Zum Kombinat gehörten zuletzt die folgenden Betriebe:
- VEB Geodäsie und Kartographie Berlin; (Stammbetrieb)
- VEB Geodäsie und Kartographie Dresden
- VEB Geodäsie und Kartographie Erfurt
- VEB Geodäsie und Kartographie Halle
- VEB Geodäsie und Kartographie Schwerin
- VEB Kartographischer Dienst Potsdam

Im Tätigkeitsbereich der Ingenieurvermessung waren alle fünf VEB Geodäsie und Kartographie jeweils für das Gebiet mehrerer Bezirke verantwortlich. Die Gebietseinteilung der Betriebe war wie folgt: Stammbetrieb Berlin für Berlin und die Bezirke Potsdam und Frankfurt; Betrieb Dresden für die Bezirke Dresden und Cottbus; Betrieb Erfurt für die Bezirke Erfurt, Gera und Suhl; Betrieb Halle für die Bezirke Halle, Leipzig, Magdeburg und Karl-Marx-Stadt und Betrieb Schwerin für die Bezirke Schwerin, Rostock und Neubrandenburg.
Die Arbeit in der Landesvermessung war demgegenüber am Blattschnitt der Topographischen Karte 1:100.000 orientiert und wurde nur von den Betrieben Dresden, Erfurt und Schwerin übernommen.